# Mazzano

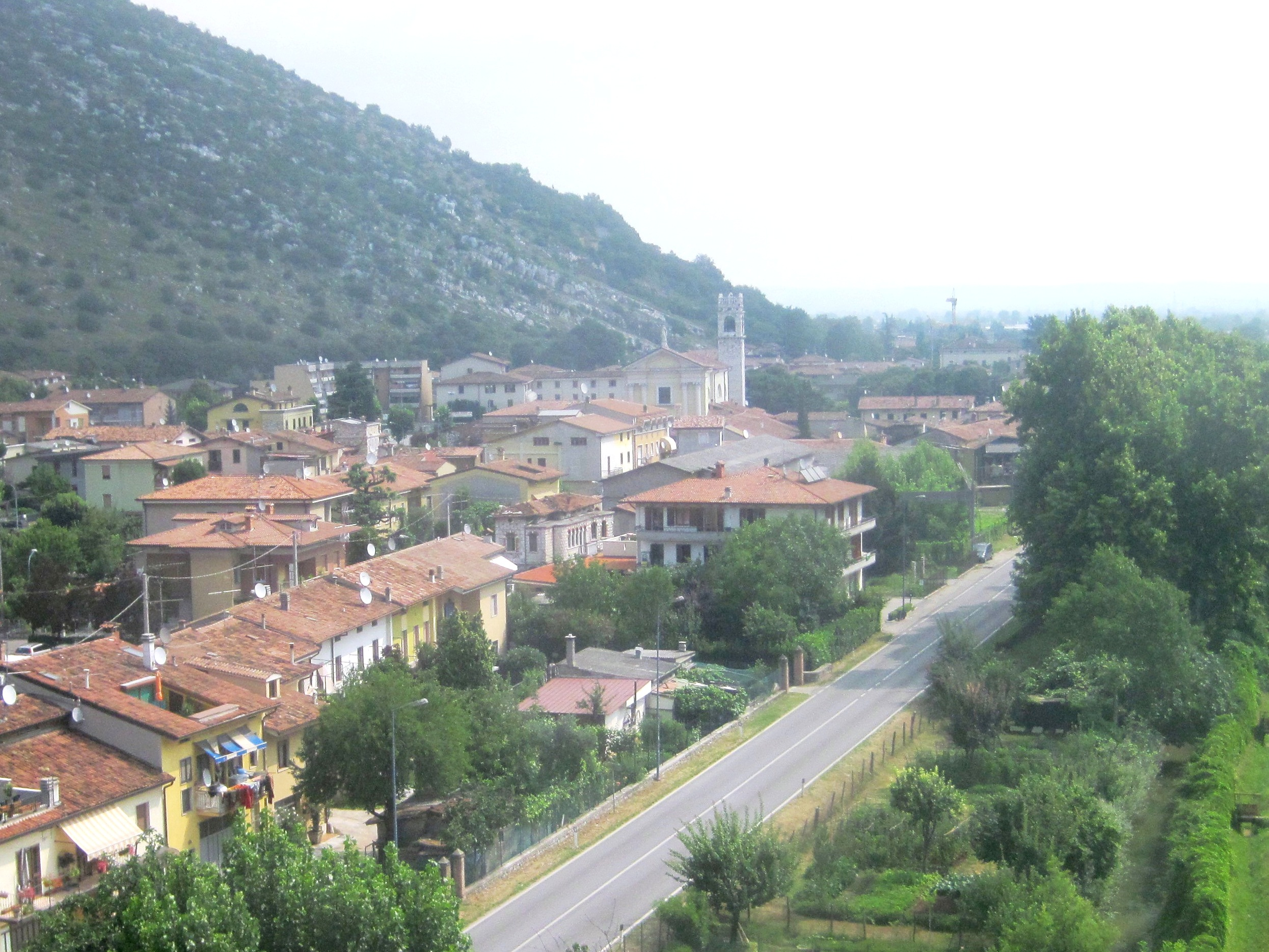
Mazzano

Mazzano is een gemeente in de Italiaanse provincie Brescia (regio Lombardije) en telt 12.341 inwoners. De oppervlakte bedraagt 15,7 km², de bevolkingsdichtheid is 736 inwoners per km².

## Demografie
Mazzano telt ongeveer 3956 huishoudens. Het aantal inwoners steeg in de periode 1991-2001 met 23,5% volgens cijfers uit de tienjaarlijkse volkstellingen van ISTAT.
| Jaar | Inwoneraantal |
| ---- | ------------- |
| 1991 | 7.605         |
| 2001 | 9.390         |
| 2010 | 11.555        |
| 2018 | 12.341        |

## Geografie
Mazzano grenst aan de volgende gemeenten: Bedizzole, Calcinato, Castenedolo, Nuvolera, Rezzato.